# گل‌خراش‌ها
گل‌خراش‌ها(نام علمی: Cetoniinae) نام یک زیرخانواده از تیره سرگین‌چرخانان است.